# Шейдаева, Светлана Григорьевна
Светла́на Григо́рьевна Шейда́ева (в девичестве Аки́мова; род. 9 августа 1952, Хороль, Приморский край, СССР) — советская и российская учёный-филолог. Доктор филологических наук (1999), профессор (2002). Заслуженный деятель науки Удмуртской Республики (2006), почётный работник высшего профессионального образования Российской Федерации (2011).

## Биография
Светлана Григорьевна Шейдаева родилась в Приморском крае в посёлке Хороль, куда был направлен по службе её отец. В 1956 году семья вернулась на родину — в село Бемыж Кизнерского района Удмуртской АССР, а спустя два года переехала в посёлок Кизнер. Через год после окончания местной средней школы № 1 Светлана Григорьевна поступила в Удмуртский государственный университет, филологический факультет которого со специальностью «преподаватель русского языка и литературы» окончила с отличием в 1975 году.
Имевшую опыт работы в университетской газеты (в том числе участвовала в выпуске первого номера) Светлана Григорьевна была направлена в её редакцию литсотрудником. В конце 1970-х—начале 1980-х годов работала в библиотеке вуза.
В 1981 году поступила в аспирантуру. Под руководством профессора Виталия Михайловича Маркова подготовила диссертацию на тему «История грамматического развития существительных субъективной оценки», после защиты которой в 1985 году ей была присуждена учёная степень кандидата филологических наук. В 1991 году присвоено звание доцента.
В 1998 году по настоянию Маркова в Нижегородском государственном университете им. Н. И. Лобачевского защитила докторскую диссертацию на тему «Категория субъективной оценки в русском языке». В 1999 году Шейдаевой присуждена учёная степень доктора филологических наук, в 2002 году присвоено звание профессора.
С 1985 года Светлана Григорьевна Шейдаева является преподавателем УдГУ. Среди учебных курсов, которые она читает: «введение в языкознание», «фонетика русского языка», «прикладная филология», «основы лингвокогнитологии», «социолингвистика», «лингвокультурология», «история и методология языкознания» и другие. В 1997—1999 годах была возглавляла филологический факультет университета, в 2003—2013 годах заведовала кафедрой теории языка и речевой коммуникации.

## Научная деятельность
Светлана Григорьевна Шейдаева является автором более 90 работ научного и учебно-методического характера, среди которых две монографии — «Категория субъективной оценки в русском языке» (1997) и «История села в фамилиях людей: Бемышевский медеплавильный завод. Лингвокраеведческий очерк» (2012). Она является автором и соавтором учебно-методических пособий, её статьи публикуются в научных сборниках и филологических журналах страны, является редактором тематических сборников «Русская речь в Удмуртии».
Среди научных интересов Шейдаевой можно выделить изучение современной антрополингвистики: они реализуются в работах по лингвоконцептологии, лингвокогнитологии и социолингвистике. Имеется также интерес и к проблемам ономастики: серия её статей посвящена лексике крестьянских промыслов.

## Основные труды
Монографии
- Шейдаева С. Г. Категория субъективной оценки в русском языке. — Ижевск: Изд-во «Удмуртский университет», 1997. — 262 с.
- Шейдаева С. Г. История села в фамилиях людей: Бемышевский медеплавильный завод. Лингвокраеведческий очерк. — Ижевск: Изд-во «Удмуртский университет», 2012. — 196 с. — 300 экз. — ISBN 978-5-4312-0103-5.